# Двойное признание
«Двойное признание» (англ. Double Confession) — британский детективный фильм режиссёра Кена Эннакина, который вышел на экраны в 1950 году.
В основу сценария фильма положен роман 1949 года «Всё в один летний день» (англ. All On a Summer's Day) британского писателя Г. Л. В. Флетчера, который опубликовал его под псевдонимом Джон Гарден. Фильм рассказывает о расследовании двух смертей, произошедших в одну ночь в британском курортном городке. Подозреваемыми в убийстве женщины, проживавшей в уединённом коттедже, становятся её муж Джим Мидуэй (Дерек Фарр), который не видел её несколько лет, и её любовник, крупный местный бизнесмен Чарли Дарем (Уильям Хартнелл). Джим, который настроен враждебно к Чарли, угрожает подставить его в убийстве своей жены. Пейнтер (Петер Лорре), подручный Чарли, узнав об этом, решает подстроить несчастный случай и убить Джима, но оба устроенных им покушения не достигают цели. Тем временем инспектор полиции Тенби (Нонтон Уэйн) устанавливает, что жена Джима покончила жизнь самоубийством, а вторым погибшим в эту ночь был некто Артур Карсон, который шантажировал Чарли или Пейнтера романом с женой Мидуэя. Пейнтер, который обязан Чарли жизнью, берёт вину за убийство на себя, а затем при побеге срывается с крыши и погибает. Инспектор догадывается, что Карсона вполне возможно убил Чарли, но против него нет реальных улик.
Фильм получил неоднозначные отзывы критики из-за неясности и запутанности сюжета, слишком больших отступлений от детективной истории ради показа красот курортной жизни и не очень увлекательного романа главного героя, а также чрезмерности в игре Питера Лорре. При этом была высоко оценена работа всего остального актёрского состава, особенно Уильяма Хартнелла и Нонтона Уэйна.

## Сюжет
Прибыв поздно вечером в приморский городок Сигейт, Джим Медуэй (Дерек Фарр) направляется в уединенный прибрежный коттедж Уайт-коттедж. Добравшись с помощью местного рыбака Черча (Эдвард Ригби) по опасному крутому склону скалы до места, Джим видит, как из коттеджа выходит Чарли Дарем (Уильям Хартнелл). Спрятавшись, Джим даёт Чарли уйти. Через некоторое время из дома доносится крик.
Утром Джим направляется в редакцию местной газеты Examiner, где встречается с сыном главного редактора Хилари Боскомбом (Рональд Говард). Он объясняет, что после возвращения в Англию находится в поисках работы. Выяснив, что у Джима нет журналистского опыта, Хилари отказывает ему, но предлагает обратиться к Чарли Дарэму, крупному местному предпринимателю и фактическому хозяину города, которого, как выясняется, Джим знал до войны. Джим явно недолюбливает Чарли, но Хилари уверяет, что это для него лучший шанс. Он рассказывает, что у Чарли есть помощник по имени Пейнтер (Питер Лорре), сильно пьющий и опасный субъект, который предан своему шефу как собака. У Чарли хорошая жена и двое сыновей, которыми он очень гордится. Узнав, что лучший ресторан Primrose Bar также принадлежит Чарли, Джим собирается зайти туда на ланч. Рассказывая о городских новостях, Хилари сообщает Джиму, что этим утром на обрыве было обнаружено два трупа. Во-первых, это некто Карсон, который упал с обрыва, а кроме того, в коттедже была найдена мёртвой женщина по имени мисс Уотсон. Её родственников пока не нашли. Она приезжала в этот коттедж по уик-эндам.
На людном городском пляже Джим знакомится с молодой женщиной Энн Кордэй (Джоан Хопкинс), которая приехала провести день у моря. Утром Джим видел, как она выходила из автобуса, и обратил внимание, что она была чем-то расстроена. Энн рассказывает, что она не замужем, Джим же сообщает, что его жена мертва, после чего удаляется, чтобы позвонить. Вернувшийся Джим выясняет, что Энн была расстроена потерей в автобусе сумочки, где были все её наличные. Он предлагает ей помочь деньгами, но Энн берёт только три фунта взаймы. Через зал своего просторного прибрежного ресторана озабоченный Чарли поднимается в свой офис, где Пейнтер говорит ему, что после трёх месяцев пьянства он выглядит ужасно, и ему следовало бы привести себя в порядок. Кто-то анонимно звонит Чарли по телефону, заявляя, что его видел его у Уайт-коттедж этим утром. Чарли воспринимает этот звонок как шантаж. Он уверяет Пейнтера, что порвал с женщиной из коттеджа как раз прошлой ночью после того, как она стала угрожать ему.
На скалистом берегу инспектор Тенби берегу осматривает место гибели Карсона. Черч рассказывает Тенби, что в четыре часа утра встретил здесь незнакомца, который направлялся в коттедж. Осмотрев выловленный из воды труп Карсона, полиция устанавливает, что его часы остановились в 4:06. Черч продолжает, что вскоре после расставания с незнакомцем он услышал страшный крик. Хилари приезжает в Уайт-коттедж, откуда как раз выносят труп женщины. Пройдя вместе с Тинби внутрь коттеджа, он по окуркам быстро устанавливает, что прошлой ночью в доме были мужчина и женщина. Затем он рассказывает Тинби о странном визите Джима, который, как ему показалось, хотел выяснить что-либо о смерти женщины, но не проявил интереса ко второй смерти. Хилари говорит, что похоже Джим знал, что коттеджем владеет Дарэм, на которого он имеет зуб. В доме полиция находит удостоверение личности, согласно которому настоящее имя мисс Уотсон — Лорна Медуэй.
Джим приглашает Энн на ланч в Primrose, и, пока она уходит прогуляться по набережной, сам заходит в ресторан. Он подходит к Чарли, который приветствует его как старого знакомого, которого не видел много лет. Заметив волнение Чарли, Джим намекает, что ночью видел его у Уайт-коттеджа. Далее он утверждает, что у Чарли была связь с его женой в то время, пока он был в длительном отъезде, но Чарли отрицает это. Тогда Джим описывает ему всю сцену, которую видел вчера, добавляя, что Лорна мертва, однако похоже, что Чарли этого не знал. Джим заявляет ему, что это он убил Лорну, но собирается сообщить полиции, что убийцей является Чарли. Джим уверен, что в итоге полиция найдёт истинного убийцу, но к тому времени репутация Чарли будет разрушена. Помимо того, что Джим увидел прошлой ночью, он также нашёл в комнате Лорны письмо от Чарли, в котором тот угрожает любовнице последствиями, если она попытается рассказать об их отношениях его жене. Сверху по лестнице спускается Энн, которая случайно слышала часть разговора. Она отказывается от ланча с Джимом и обещает ему выслать деньги в ближайшее время. В участке Тинби выясняет, что Карсон умер от падения со скалы и на момент смерти он не был пьян. Полиция также обнаружила кусочек записки, написанной Лорной, из которой следует, что она собиралась разорвать с кем-то отношения. Догадываясь, что мужем Лорны является Джим, Тинби посылает сержанта Сонтона (Джордж Вудбридж) в Primrose Bar проследить за ним.
Выслушав рассказ Чарли, Пейнтер предлагает устроить Джиму несчастный случай, при этом сам Чарли не будет в этом замешан. В этот момент к Чарли приходит Хилари, который сообщает, что Джим много что знает о Чарли и по какой-то причине ненавидит его. Чарли говорит, что они были знакомы много лет назад, также сообщая, что Уайт-коттедж записан на Пейнтера. Чарли рассказывает, что Лорна когда-то работала машинисткой в его офисе до того, как вышла замуж за Джима Медуэя. Так как Чарли больше ничего не рассказывает, Хилари перед уходом рекомендует ему не демонстрировать свои американские сигареты, так как полиция обнаружила окурки таких сигарет в коттедже Лорны. Пытаясь скрыться от слежки в парке развлечений, Джим заходит в комнату гадалки, где слышит, как та говорит Энн, что недавно она пережила большое несчастье. У неё доброе сердце, и кто-то скоро войдёт в её жизнь, но из-за своих былых переживаний она попытается сбежать от этого. Когда Энн уходит от гадалки, Джим торопится за ней, после чего они вместе идут искупаться в море. Когда они заплывают достаточно далеко, Пейнтер на катере пытается наехать на Джима, но тот успевает нырнуть под воду, а затем вместе с Энн забирается на лодку, за вёслами которой оказывается Сонтон, который следит за Джимом. Инспектор Тенби звонит Чарли, предупреждая его об опасных манёврах принадлежащего ему катера, и Чарли обещает немедленно навести порядок. Возвращается Пейнтер, которому Чарли приказывает прекратить устраивать несчастные случаи. Вскоре в офисе Чарли появляется Джим, который понял, что Пейнтер пытался задавить его на воде в то время, как Чарли наблюдал за этой сценой в окно. Джим добавляет, что за ним постоянно следит Сонтон, и потому любая попытка покушения на его жизнь тут же станет известна полиции. Встретившись затем с Энн, Джим признаётся ей, что любил свою жену, но затем на три года уехал за границу, а когда вернулся, жена умерла. В свою очередь Энн рассказывает, что у неё есть двухлетняя дочь, отец которой ушёл сразу после рождения ребёнка. Чтобы не навредить репутации своего отца, известного адвоката, Энн думает о том, чтобы отказаться от дочери в пользу своей кузины Мэриан, которая вместе с мужем хочет её удочерить и взять с собой в Новую Зеландию. Энн и Джим отрываются от Сонтона и прибегают в парк развлечений, где их замечает Пейнтер. Взяв в тире духовое ружьё, пьяный Пейнтер стреляет в Джима, но промахивается. Осматривая одежду Карсона, Тенби обращает внимание, что вся она новая и очень хорошего качества. Сонтон докладывает ему по телефону, что Пейнтер только что в тире стрелял в Джима, после чего Тенби просит Сонтона подождать его в Primrose Bar. Ближе к вечеру Энн говорит Джиму, что у них нет будущего, и они не встретятся больше никогда. Энн сознаётся, что случайно услышала, как Джим сказал Чарли, что убил свою жену. После этих слов она убежала, отказавшись обедать с Джимом. Но затем провела с ним весь день, так как захотела быть с ним вне зависимости от того, что он совершил. Энн хотела помочь ему, понимая, как ужасно он себя чувствовал, и что ещё хуже ему было бы провести этот день в одиночестве. Энн уговаривает Джима не мстить Чарли, так как местью он уничтожает сам себя, но Джима это не убеждает. Он уговаривает Энн пойти вместе с ним в Primrose Bar для окончательного разговора с Чарли.
Инспектор приходит в ресторан и Чарли приглашает его в свой офис. Тем временем Пейнтер напивается в дешёвом кабаке, планируя сегодня вернуть долг Чарли. Инспектор говорит, что разыскивает Пейнтера, который пытался застрелить Джима. Чарли сообщает, что утром видел Джима, а до их брака был знаком с его женой. Он показывает инспектору документы, согласно которым Уайт-коттедж принадлежит Пейнтеру, и Лорна за проживание там ничего не платила. Вскоре появляются Джим и Энн. Джим просит инспектора, чтобы Энн и Чарли присутствовали при их разговоре. Джим рассказывает, как ночью приехал в город на поезде и сразу направился в Уайт-коттедж, где около четырёх часов утра видел, как оттуда выходил человек, но он не узнал его. В этот момент в офис заходит пьяный Пейнтер, который обращается к инспектору Тенби, заявляя, что это он убил Лорну Медуэй. Он рассказывает, что вчера ночью навещал Лорну в её коттедже, и вышел от неё ровно в четыре часа. Тенби спрашивает, что Пейнтер сделал с ножом, которым убил Лорну, на что тот отвечает, что выбросил его в море. Тенби однако заявляет, что Пейнтер не убивал Лорну, так как она покончила жизнь самоубийством, приняв слишком большую дозу снотворного. Полиция обнаружила часть её предсмертной записки, и по просьбе Тенби Джим передаёт ему вторую половину записки, которую нашёл в коттедже. Прочитав её, Тенби заявляет, что ему всё ясно. Пейнтер действительно был в Уайт-коттедже в четыре часа, а затем поднялся на вершину скалы, откуда шесть минут спустя столкнул Карсона, который разбился насмерть. Карсон, как полагает Тенби, шантажировал Пейнтера тем, что тот тайно встречался с Лорной, и потому он убил его. Пейнтер отказывается сотрудничать с Тенби, требуя, чтобы Чарли всё объяснил. Когда по просьбе инспектора Чарли звонит в полицию, Пейнтер бросает бутылку, разбивая лампу. В темноте он выскакивает в окно и пытается бежать. Чарли бежит за ним, пытаясь остановить его на крыше. Когда он напоминает Пейнтеру, как когда-то спас ему жизнь, тот срывается вниз, оставляя в руках Чарли только свой галстук. Джим провожает Энн на вокзале, но в итоге не может с ней расстаться и уезжает вместе с ней.

## В ролях
- Дерек Фарр — Джим Мэдуэй
- Джоан Хопкинс — Энн Кордэй
- Уильям Хартнелл — Чарли Дарэм
- Питер Лорре — Пэйнтер
- Нонтон Уэйн — инспектор Тенби
- Рональд Ховард — Хилари Боскомб
- Кэтлин Харрисон — Кейт
- Лесли Дуайер — Леонард
- Эдвард Ришби — рыбак
- Джордж Вудбридж — сержант Сонтон

## История создания и проката фильма
В основу сценария фильма положен роман 1949 года «Всё в летний день» (англ.  All On a Summer’s Day), написанный британским писателем и сценаристом Гарри Латфом Верном Флетчером (англ.  Harry Lutf Verne Fletcher) под псевдонимом Джон Гарден (англ. John Garden).
Вслед за «Выходом на берег» (1949) это второй из двух фильмов, которые режиссёр студии Gainsborough Pictures Кен Эннакин поставил для ктнокомпании Associated British. Как позднее отмечал Эннакин, «ни у того, ни у другого фильма не было ни очень хорошего сценария, ни захватывающего кастинга… за исключением Питера Лорре». Эннакин признаётся, что настолько восхищался Лорре, что позволил ему «сыграть роль в необычной, нетрадиционной манере», что «в результате полностью испортило фильм. Лорре завладел каждой сценой и вел себя как хозяин казино, а не как подручный!» Эннакин отметил, что Билл Хартнелл, сыгравший босса Лорре, «вполне оправданно впадал в ярость и даже дрался». Как резюмировал Эннакин, «я на собственном горьком опыте убедился в том, что режиссер должен остерегаться того, чтобы позволить актёру добавлять столько „отсебятины“, нарушающей баланс всего фильма».
В 1930—1940-е годы Питер Лорре был признанной звездой немецкого, а затем и голливудского кино, сыграв, в частности, в таких фильмах, как «М» (1931), «Безумная любовь» (1935), «Мальтийский сокол» (1941), «Касабланка» (1942), «Мышьяк и старые кружева» (1944) и «Маска Димитриоса» (1944).
Это последний полнометражный фильм 35-летней актрисы Джоан Хопкинс, которая в 1950 году вышла замуж за кинорежиссёра Генри Касса и фактически завершила актёрскую карьеру.
Фильм снят преимущественно на натуре в курортных городках Бексхилл-он-Си и Гастингс в Восточном Суссексе. Местом расположения ресторана The Primrose Bar в фильме служит De La Warr Pavilion, новаторское здание в стиле арт-деко архитекторов Эриха Мендельсона и Сержа Чермаеффа, которое было построено в Бексхилл-он-Си в 1935 году. Студийные съёмки проходили на студии Warner Brothers First National Studios в Теддингтоне, Мидлсекс, Великобритания.
Фильм вышел в прокат в Великобритании в апреле 1950 года и в США 4 ноября 1951 года
.
Фильм демонстрировался по британскому телевидению в 1962 году. Позднее Британский институт кино признал его утерянным и в 2010 году внёс в свой список 75 наиболее разыскиваемых британских фильмов. Однако фильм сохранился в частном архиве и в 2013 году был издан на DVD.

## Оценка фильма критикой
После выхода картины британский еженедельник Kine Weekly в своей рецензии написал, что «у фильма очень запутанный сюжет, и, что ещё хуже, он то и дело прерывается, чтобы отправиться в турне по популярным морским курортам, где он и снимался. Это, наряду с бесцветным сюжетом о любви к „запятнанной леди“, во многом лишает многих ожидаемых острых ощущений». Другой профессиональный журнал Monthly Film Bulletin назвал картину «мелодрамой с крайне запутанным сюжетом, включающим два убийства на морском курорте… Фильм даже не хранит верность сюжету, а пускается в стереотипный юмор с участием Кэтлин Харрисон и продолжительные экскурсии по различным развлечениям приморского городка».
Обозреватель «Нью-Йорк Таймс» Босли Краузер написал, что фильм «болтает в безумном стиле, в течение, как кажется, бесконечных часов, в то время как Нонтон Уэйн в роли невозмутимого детектива пытается выяснить, кто кого убил… Всё это очень странно и бессвязно, особенно когда время от времени появляется Питер Лорре, который ведёт себя как дегенерат и предлагает кого-нибудь убить».
Историк кино Дэвид Куинлан в книге British Sound Films: The Studio Years 1928—1959 оценил фильм как «посредственный», написав, что «слово „триллер“, похоже, сбило с толку большинство рецензентов: один из них заметил, что фильм рассказал ему больше о Бексхилле и Гастингсе, чем раскрыл собственный сюжет». По мнению современного киноведа Дерека Виннерта, сюжет фильма «сложен, но не доставляет удовольствия». Фильм тем не менее, заслуживает просмотра «благодаря классному актёрскому составу, особенно Лорре и Хартнеллу, а также обширным натурным съёмкам и профессионализму Кена Эннакина».